# Partita Bird
L'apertura Bird o partita Bird è l'apertura scacchistica, caratterizzata dalla mossa:
1. f4

Essa prende il nome dal Grande Maestro del XIX secolo Henry Bird. Le statistiche classificano questa mossa come la settima più giocata tra le 20 prime mosse disponibili al bianco. Essa è molto meno giocata della speculare 1. c4 (partita inglese) in quanto 1. f4 indebolisce leggermente la posizione del re.
La risposta più comune a questa apertura è 1…d5, tale risposta permette di giocare una difesa olandese a colori invertiti, mentre ad esempio 1…g6 porta verso una difesa moderna.
Tra i seguiti più interessanti a questa apertura abbiamo il gambetto From dal nome del maestro danese che nel 1862 l'analizzò per primo:
1. f4 e5
2. fxe5 d6
3. exd6 Axd6
4. Cf3 g5 (la continuazione di Emanuel Lasker con il quale il nero si getta allo sbaraglio sull'ala di re, cercando di trarre subito profitto dalla debolezza della diagonale h4-e1).

Lungo questa sequenza di mosse il bianco deve difendersi dalle minacce di matto del nero.
Tra i seguaci della partita Bird, bisogna ricordare Bent Larsen che tra il 1970 e il 1980 ne predilesse alcuni svolgimenti, dovuto anche dal fatto che era un giocatore a cui piaceva tendere a vie poco comuni.

## Codici ECO
- A02: 1. f4 (varianti minori)
  - A03: 1. f4 d5 (variante principale)

| Controllo di autorità | GND (DE) 4199729-3 |